# Gake no ue no Ponyo
Gake no Ue no Ponyo (崖の上のポニョ) é um filme de animação japonês que começou a ser escrito pelo famoso Hayao Miyazaki e produzido pelo Studio Ghibli em 2006. A data de estreia no Japão foi 19 de julho de 2008. O filme teve sua estreia em Portugal em 27 de agosto de 2009 e no Brasil em 2 de julho de 2010.

## Enredo
O filme conta a história de Sōsuke, um garotinho de cinco anos, e Ponyo, uma princesa peixinho-dourado que deseja muito virar humana. Um dia Ponyo foge do seu lar no oceano e vai parar na encosta onde Sōsuke a encontra e promete protegê-la para sempre[carece de fontes?].
Miyazaki foi influenciado nesta história pelo conto A Pequena Sereia de H.C. Andersen, além de inspirar-se na lenda japonesa Urashima Taro. Seu filho Gorō serviu de base para a construção do personagem Sōsuke. A cidade do filme foi baseada no Setonaikai Kokuritsu Kōen um famoso parque japonês.

## Trilha sonora

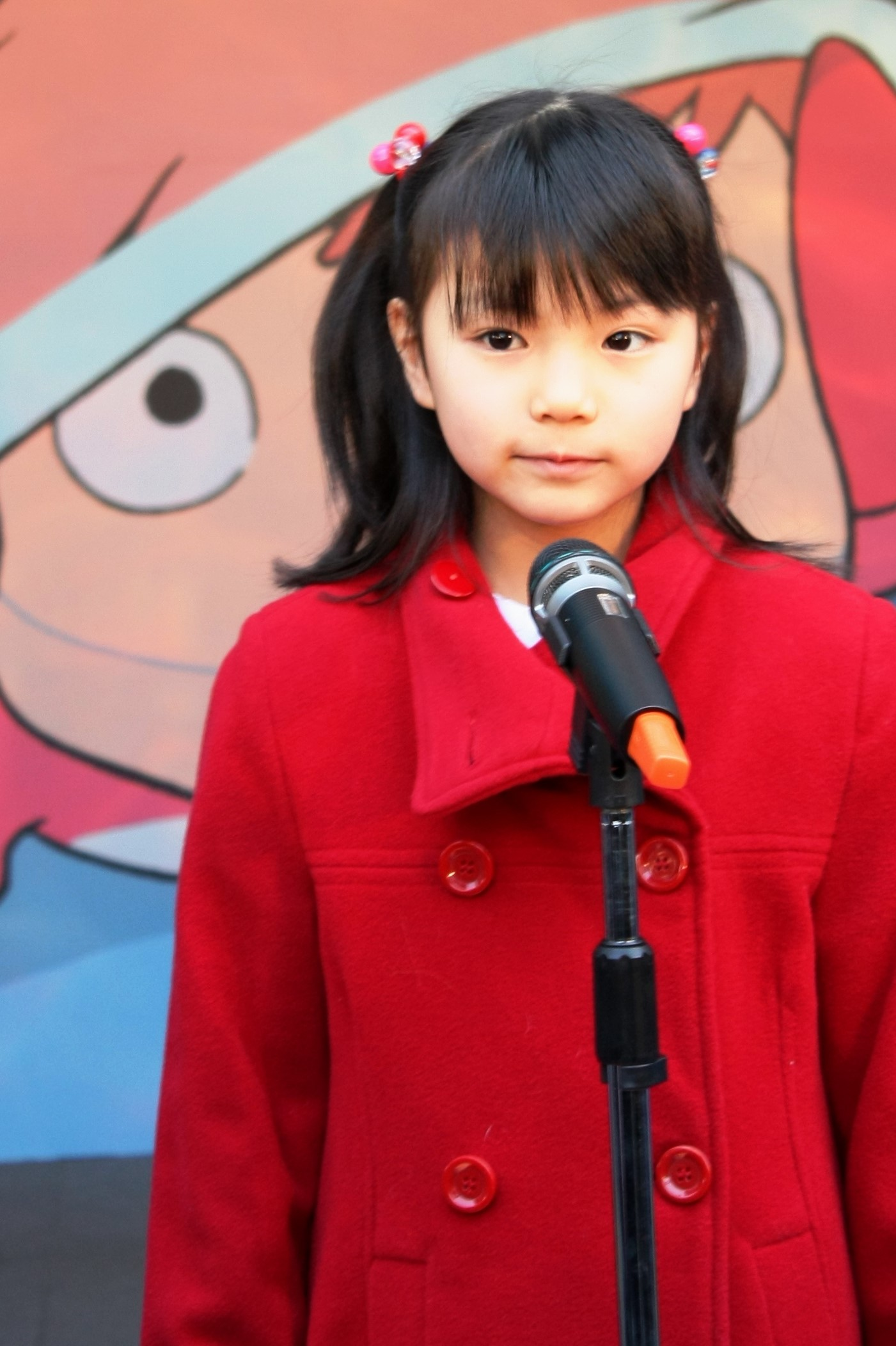
Nozomi Ōhashi, que cantou a música-tema do filme com o duo Fujioka Fujimaki.

A música-tema homônima, "Gake no Ue no Ponyo", foi lançada anteriormente ao filme em 5 de dezembro de 2007. A música é cantada pelo duo Fujioka Fujimaki (que é formado por Takaaki Fujioka e Naoya Fujimaki) e pela cantora, de então oito anos, Nozomi Ōhashi.

## Recepção
O filme vem recebendo inúmeras críticas positivas, comparando-o com a obra Meu Vizinho Totoro por serem filmes com uma temática mais simples apresentando uma estética mais infantil, além de trazer as já conhecidas marcas de sensibilidade e poesia do seu criador Miyazaki. O Japan Times avaliou a produção em quatro estrelas, sendo que a nota máxima é cinco. Gake no ue no Ponyo liderou as bilheterias do Japão com 91 milhões de dólares acumulados em seu primeiro mês. Em 28 de setembro o total arrecadado passou dos 134.600 milhões de dólares. Em Novembro acumulou 153 milhões de dólares, pouco menos do que Princesa Mononoke, considerando que ainda não havia ocorrido a estreia internacional oficial[carece de fontes?].
Um crítico do Times Online disse que "Ponyo é tão caótico e exuberante quanto uma história contada por uma criança hiperativa," ele deu quatro estrelas de um total de cinco. Os críticos do 65° Festival de Veneza foram bastante receptivos e fizeram ótimos elogios.

## Indicações
Festival de Veneza 2008 (Itália)
- Indicado na categoria de Melhor Filme.